# The Billboard
The Billboard är en bergstopp i Antarktis. Den ligger i Västantarktis. Inget land gör anspråk på området. Toppen på The Billboard är 300 meter över havet.
Terrängen runt The Billboard är kuperad åt sydost, men åt nordväst är den platt. Trakten är obefolkad. Det finns inga samhällen i närheten.